# ラブラドール地方

ラブラドール地方の旗

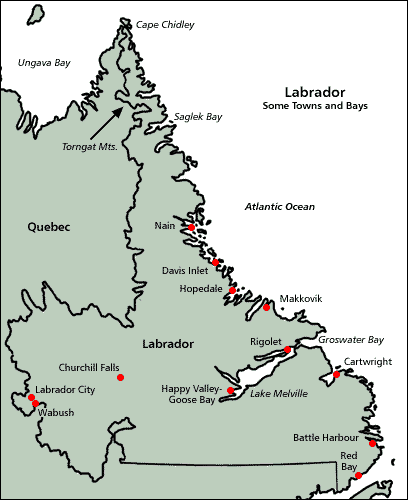
ラブラドール地方の地図

ラブラドール地方（ラブラドールちほう、Labrador）はカナダの大西洋に面しているカナダ大西洋州のひとつニューファンドランド・ラブラドール州にある地域。ベルアイル海峡で隔てられたニューファンドランド島とともに、ニューファンドランド・ラブラドール州を形成している。ニューファンドランド・ラブラドール州の面積の71%を占めるが、人口では6%でしかない。
ラブラドール地方は西側一帯をケベック州と、最北部のキリニク島でヌナブト準州とそれぞれ接している。ラブラドール半島の東側の大部分を占め、面積は269,073.3平方km（ニュージーランドとほぼ同じ広さ）にも及び、手付かずの森林やツンドラが広がっている。
ラブラドール地方の先住民は主に、北部ヌナツィアブトのイヌイット、南部のヌナトゥカヴトのメティ、ニタシナンのインヌなどである。

## 名称
ラブラドールは、ポルトガルの探検家ジョアン・フェルナンデス・ラヴラドール（João Fernandes Lavrador）が、1498年 - 1499年に北米・グリーンランドへの探検中に沖合を航行しこの半島を見たことにちなんで、彼の名を基に名付けられた。
東部カナダイヌクティトゥット語（ヌナツィアブトで話されている）でヌナツアック（イヌクティトゥット語：ᓄᓇᑦᓱᐊᒃ、ラテン文字転記：Nunatsuak）で、「大きな土地（the big land）」と言う意味である。

## 気象と地形

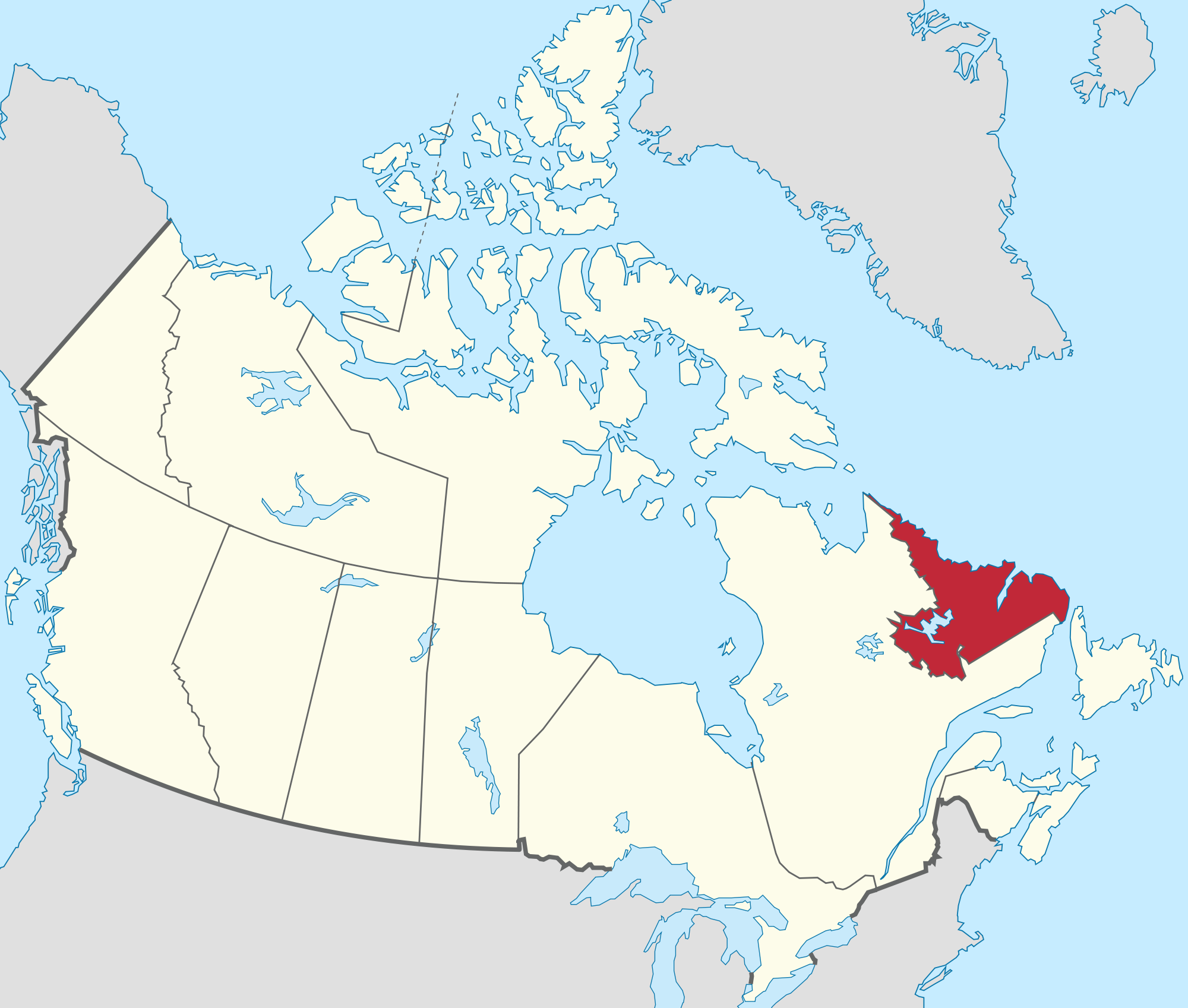
ラブラドール地方の位置

気候はニューファンドランド以上に厳しく、大西洋岸の気候よりは北極圏の気候に近いものがある。冬は長くて寒く、夏は短く気温もあまり上がらない。大陸東岸にあるラブラドールは、季節ごとに海上の寒気団や暖気団の動きに影響される。夏の間だけはある程度気温の上がる内陸部では森林（亜寒帯林）が形成されているが、農業には適していない。
地形は主に高原であり、北部には高さ1500mを超える険しいトーンガット山脈（トーンガト山脈、Torngat Mountains）が、南部には高さ1200mほどのミーリー山脈（Mealy Mountains）があり、海岸線は入り組んで多くの湾を形成している。
ラブラドールの険しい気候は、海に影響されている。ラブラドル海沿いは冬は流氷で埋め尽くされるほか、海には年のうち8か月は氷山が浮いている。海水温は摂氏マイナス4度ほどに保たれている。寒流のラブラドル海流を超えて吹く湿った東風は、ラブラドール地方に涼しい夏と霧雨とをもたらす。7月の日中気温は海岸部で10度ほど、内陸部ではそれより3度から5度ほど暖かい。西からの風は穏やかで、こちらが強くなれば日照時間も増える。
冬はニューファンドランド以上に寒く、1月の気温は日中でもマイナス15度まで下がる。大西洋からの強風が吹き、霧がたちこめ、大雪が降る。ただし大西洋からの嵐は、夏の冷風とは逆に、寒さを和らげるほうに作用する。
降水量はニューファンドランドよりは少ないが、年降水量800mmほどのうち雪が半分近くを占める。陸地は年の半分以上は雪で覆われ、内陸のチャーチル・フォールズ・ダム付近で481cmの積雪量を記録したことがある。行政中心地の海沿いのグースベイでも積雪量445cmを、カートライトでも440cmを、北部海岸のネーンでも424cmを記録したことがあるほどで、ラブラドールはカナダ有数の豪雪地帯となっている。

## 歴史

### 年表
- 11世紀末 : レイフ・エリクソン、沖合いを航行しマルクランドと名づける。
- 1498年 : ジョアン・フェルナンデス・ラヴラドール、沖合いを航行。
- 1498年 : イギリス王の命を受けた探検家ジョン・カボットが上陸する。
- 1500年 : ポルトガル人探検家ガスパル・コルテ＝レアルが上陸する。
- 1534年 : フランス人探検家ジャック・カルティエが上陸する。
- 1763年 : パリ条約 (1763年)により、ラブラドール地方はフランス植民地ヌーベルフランスからイギリス植民地ニューファンドランドへ所有権移転。
- 1774年 : ラブラドール地方はアンティコスティ島、マドレーヌ諸島とともにケベックに所属となる。
- 1791年 : ラブラドール地方はケベック分割後、ローワー・カナダに所属となる。
- 1809年 : チドリー岬からサン・ジャン川河口までのラブラドール地方が再びニューファンドランド植民地に戻る。
- 1825年 : セント・ローレンス湾北岸のブラン・サブロン（Blanc-Sablon）から西、北緯52度線の南の部分が分割され、ローワー・カナダに移管される。
- 1907年 : ニューファンドランドがニューファンドランド自治領（ドミニオン）となる。事実上の独立国となる。
- 1927年 : カナダ（ケベック州）との国境争いが解決する。
- 1941年 : 第二次世界大戦により、グースベイに空軍基地を建設する。
- 1949年 : 英領ニューファンドランド自治領がカナダに加入。ラブラドール地方もカナダの一部となる。
- 2001年 : ニューファンドランド州がニューファンドランド・ラブラドール州に改名される。

### 概説
ラブラドール地方には古くから先住民のインヌ（旧称、モンタニエ・ナスカピ）とイヌイットが居住しており、内陸部への関心も高かったがその暮らしは漁労と結びついていた。
西暦1000年前後、ヨーロッパ人としては初めてノース人（ヴァイキング）がこの地に到達したと考えられており、『グリーンランド人のサガ』によるとノース人レイフ・エリクソンがグリーンランドから南下しヴィンランド（ニューファンドランド島とされる）に達したが、途中で木々に覆われた陸地を見て「マルクランド（Markland、森の国）」と名づけた。これがおそらく現在のラブラドール地方と考えられている。

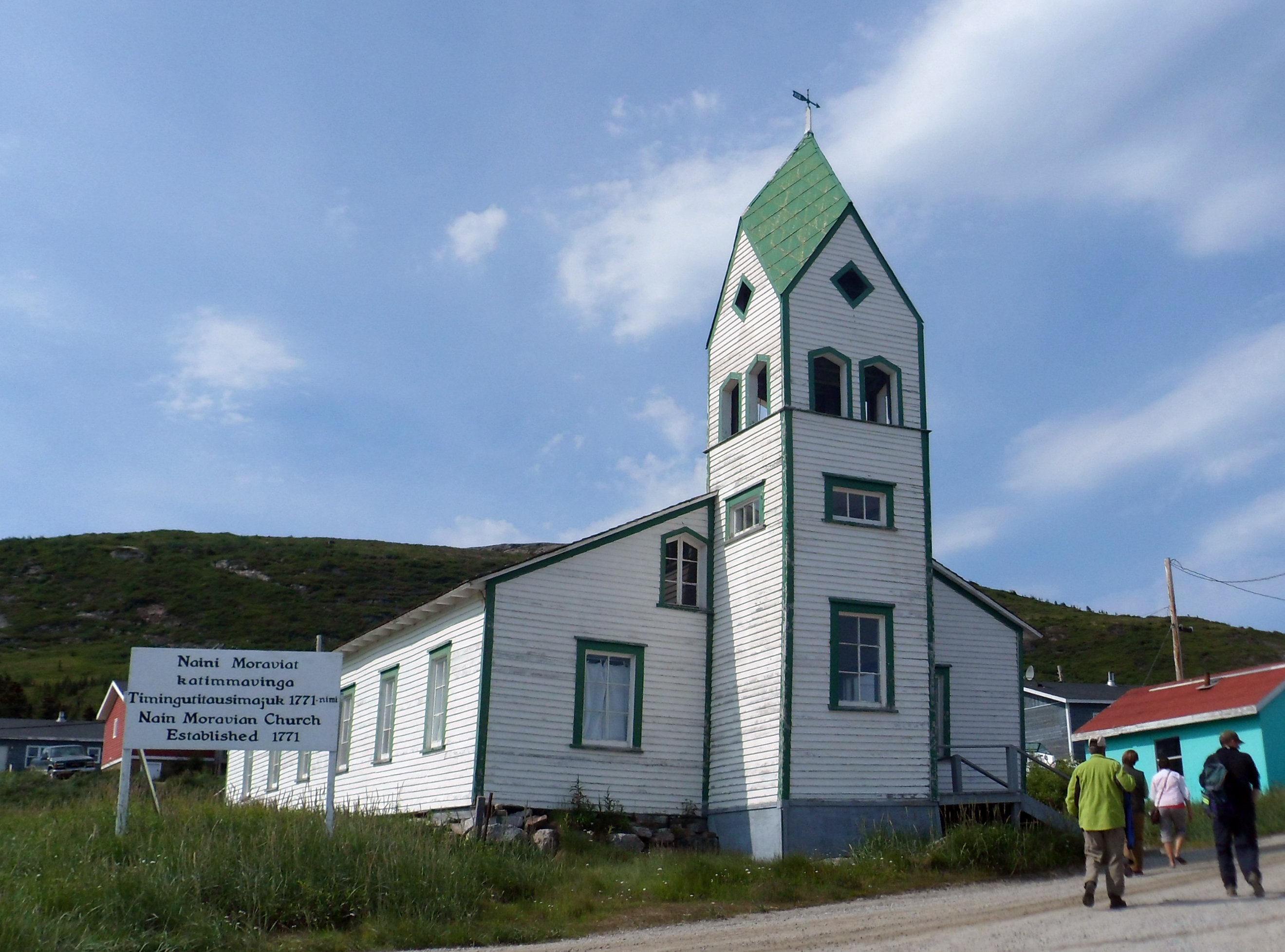
モラビア教会によりネインの町は1771年に設立された

先住民以外の住民のラブラドール地方への入植目的は漁業、宣教、毛皮交易のためだった。20世紀になって、鉄鉱石の採掘、水力発電の開発、軍事基地の設置によりさらに人口が流入した。近代以前は気候が厳しく、航海の困難さと陸上交通路の乏しさが入植を困難にしてきた。1760年代、世界各地へ宣教活動を行ったプロテスタント系のモラビア兄弟団（モラビア教会、モラビア会、モラビア宣教団とも）の宣教師が入り、各地に伝道施設（ミッション）を作り、19世紀後半までラブラドール半島の主要勢力だったハドソン湾会社とも毛皮交易で協力した。ラブラドール半島内陸部の境界を巡ってはケベック州とニューファンドランド自治領（当時）との間で論争になったが、1927年にイギリス枢密院司法委員会で法的決着をみた。

### 貧困な漁港の時代
南隣のニューファンドランド島同様、ラブラドールへの人類の移住も海での漁業と深く結びついていた。インヌやイヌイットといった民族がラブラドール半島一帯に展開したが、特にインヌは広大な内陸部へも進出していった。16世紀以降のヨーロッパ人の入植はほぼ海岸沿いの入植地に集中した。特にハミルトン湾の南に集中したこれらの入植地は、カナダ本土のヨーロッパ入植地でも最古の部類のものである。レッド・ベイには16世紀からバスク人漁民が捕鯨のためにイベリア半島から往来して定住するようになり、その後はタラ漁などの重要な拠点になった。その活動の遺跡はレッド・ベイ周辺に残っており、「レッド・ベイ国定史跡」として世界遺産にも認定されている。
しかし、海岸沿いに点在する「ファースト・ネーション」（先住民のこと）の村やヨーロッパ人たちの入植地は極めて貧しく、1800年代に医師のサー・ウィルフレッド・グレンフェル（Sir Wilfred Grenfell）が組織した宗教的・医学的支援団体グレンフェル伝道団（Grenfell Mission）が運営していた貨物船や医療船の援助を受けていた。
20世紀を通して、沿岸の集落を結ぶ貨物船・フェリー網は、カナダ中央部と道路で結ばれていないラブラドール地方海岸部にとって、死活的に重要なライフラインとなった。当初これらのフェリー網はニューファンドランド鉄道が整備運営し、後にはカナディアン・ナショナル鉄道、CNマリン（カナディアン・ナショナル鉄道の子会社）を経てマリン・アトランティックが経営している。

### 軍事戦略拠点
ラブラドールは第二次世界大戦当時、および冷戦時代、戦略的に重要な役割を果たした。1940年代前半、ドイツ海軍のUボート乗組員が密かに無人測候所「クルト気象台」をラブラドール先端部のチドリー岬付近に設置した。この測候所はわずか数日間だけドイツ海軍に気象観測結果を送信しただけだったが、1980年代になってカナダ沿岸警備隊で働く歴史家が発見しその正体を突き止めた。
カナダ政府は第二次世界大戦時、ハミルトン湾から続くメルビル湖の最奥部にあるグースベイの砂州に大規模な航空基地を建設した。この場所は海へのアクセス、守りやすい位置、霧の少なさから滑走路の場所に選ばれ、大西洋防衛の要となった。後の冷戦の時期もアメリカ空軍、イギリス空軍、後にはドイツ・オランダ・イタリアなどNATO軍も利用している。今日でもこの基地（カナダ軍基地グースベイ、CFB Goose Bay）はハッピーバレー・グースベイ地区の最大の雇用先である。
加えて、アメリカ空軍とカナダ空軍は、北米大陸を東西に貫く二重三重の防空レーダー網（パイントゥリー・ライン、ミッド・カナダ・ライン、DEWライン）の一環として多数のレーダー基地をラブラドール沿岸に建設し運営した。現在では残ったレーダー基地が無人化され北部警戒システムの一部として稼動している。冷戦初期、レーダー基地を取り囲むように軍人の居住地ができたが、これらは今もなおインヌやイヌイットの集落として利用されている。

### 鉱山・電力開発
20世紀前半を通し、世界有数の鉄鉱石鉱床がラブラドール地方西部のケベックとの境界付近で発見された。モント・ライト（Mont Wright）、シェファーヴィル（Schefferville）、ラブラドール・シティー、ワーブッシュ（Wabush）などの鉱床付近では、戦後鉱業開発と居住地建設が加速度的に進められた。現在のラブラドール西部の自治体は、ほぼすべて鉄鉱石採掘の結果できたものといえる。カナダ鉄鉱石会社（The Iron Ore Company of Canada）は、500マイル南に離れたケベック州の港セ＝ティル（Sept-Îles）へ鉱石を運ぶために「ケベック北岸・ラブラドール鉄道」（Quebec, North Shore, and Labrador Railway）を運営し、鉄鉱石はこの港からアメリカ合衆国はじめ世界へ輸出されている。
1960年代を通しての工事で、大西洋へ流れるチャーチル川（Churchill River、旧ハミルトン川を戦後改名したもの）はチャーチル滝の付近で流れを変えられ、スモールウッド貯水池と呼ばれる巨大な人工湖を形成した。これは戦後まもなく立案された、ラブラドール高原に水力発電用ダムを建設する計画が実現したもので、湖の水はチャーチル・フォールズ発電所に送られ、長大な送電線を通してケベック州などに電力を供給している。この発電所は水力発電所としては北米大陸でも第2位の発電規模を誇っている。
1970年代から2000年代にかけ、ケベック州のモント・ライトから発してラブラドール地方内陸部の集落を結ぶトランス・ラブラドール・ハイウェイの建設が始まった。モント・ライトから先はケベック州の、ひいては北米大陸の高速道路網へとつながっている。2000年代前半に開通したハイウェイの南部延伸は、ベルアイル海峡沿岸やラブラドール地方南部沿岸の陸の孤島状態の集落を結んだことで、それまでのフェリー網に大きな変化をもたらした。ただし、これらの道は名前こそ「ハイウェイ」で地元に対する重要性も高いが、実際には未舗装区間が相当ある荒れた道路である。このハイウェイに続き、ベルアイル海峡に海底トンネルを掘り鉄道を通し、車・トラック・バスを積んだ列車フェリーでニューファンドランド島へつなぐ交通網も研究されている。ただし経済的な効果が疑問視されている。

### 漁業の危機
ニューファンドランド島同様、ラブラドール地方でも目下の問題は、かつていくらでも獲れたタラの激減と漁業の激しい衰退である。戦後、伝統的なはえ縄漁から大規模なトロール船による底引き網漁への転換が進んだことにより、数十年にわたり乱獲と海底の魚の産卵地の破壊が進み、結果1980年代末より極端な不漁に見舞われている。
1990年代以降は政府が漁獲量制限や漁期制限を行うほどの事態になっているほか、何度も漁場閉鎖が宣言されている。一部海域では漁獲量や漁法の制限でタラの回復が見られるものの全体としては最盛期には程遠い。生活を維持できなくなった漁民たちは村を去ったり、大都市や海底油田に出稼ぎに行くなど貧困な生活に陥っている。

### ラブラドールの自治と独立の動き

ヌナツィアブトの旗。イヌイットが道標などのために積んだ石積み、イヌクシュク（人間の化身）をラブラドール地方の旗の色で染めている

ラブラドール地方には、ニューファンドランドとの分離を求める住民からの一定の圧力があり、ラブラドール党などの政治活動によって独立した州か準州になろうという運動がある。
先住民族インヌの人々が形成する共同体には、ヌナブト準州がイヌイットの自治政府となったように、ラブラドールをインヌ民族のホームランドにしようという動きもある。1999年のカナダ先住民族集会（Assembly of First Nations）ではラブラドールをインヌのホームランドと主張し、この地域に関する憲法上の交渉を進めてこの主張を認めさせることを議決している。
一方、ラブラドールの海岸部一帯に住むイヌイットの居住地区には、州や連邦との交渉により自治政府ヌナツィアブト（Nunatsiavut、「古く美しい国」）が作られることが合意された。2005年12月にラブラドール・イヌイット協会は解消し、保険・教育・文化活動に責任を持つヌナツィアブト自治政府が新しく誕生した。この自治政府の管轄範囲はラブラドールの北部の海岸地帯に広がり、ラブラドール地方の面積の2%ほどを占める。

## 人口・民族
ラブラドール地方の人口は2001年の国勢調査で27,864人。うち30%はイヌイット、インヌ（モンタニエ・ナスカピ）、メティの各先住民族である。行政中心地は第二次世界大戦中に作られた空軍基地の町ハッピーバレー・グースベイ（Happy Valley-Goose Bay）、以前の中心地は漁師町バトルハーバー（Battle Harbour）。多くの町は大西洋（ラブラドル海）に面した港町だが、一番人口が多いのはケベック州との境界近くの内陸部にある鉄鉱山の町ラブラドール・シティ（Labrador City、人口10,000人近く）である。

### 主な都市と人口
| 町                                              | 2001年 | 1996年 |
| ----------------------------------------------- | ------ | ------ |
| ハッピーバレー・グースベイ                      | 7,969  | 8,655  |
| ラブラドール・シティー                          | 7,744  | 8,455  |
| ワーブッシュ（Wabush）                          | 1,894  | 2,018  |
| ネイン（Nain）                                  | 1,159  | 996    |
| ランス＝オ＝ルー（L'Anse-au-Loup）              | 635    | 621    |
| カートライト（Cartwright）                      | 629    | 628    |
| ホープデイル（Hopedale）                        | 559    | 591    |
| ノース・ウェスト・リバー（North West River）    | 551    | 567    |
| ポート・ホープ・シンプソン（Port Hope Simpson） | 509    | 577    |
| フォートー（Forteau）                           | 477    | 505    |